# 베타트론

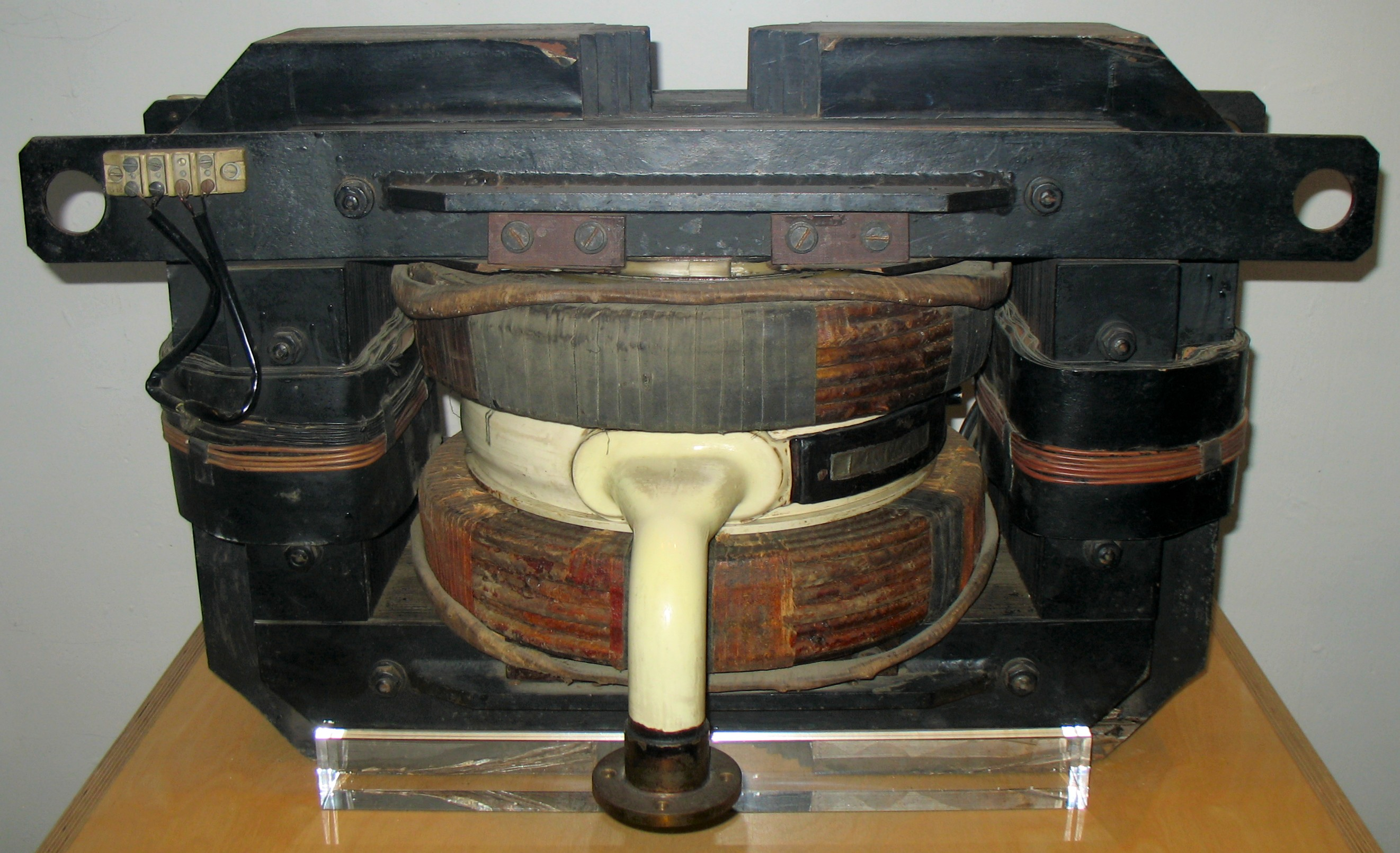
1942년에 만들어진 6 MeV 베타트론

베타트론(betatron)은 전자를 자기장을 써서 원환 모양의 통로 속에서 가속시키는 초기 입자 가속기다.
베타트론은 기본적으로 2차 코일로 이루어진 원환 모양의 변압기다. 1차 코일의 교류 전류는 진공 상태의 순환 경로로 주위의 전자들을 가속시킨다. 베타트론은 고에너지 전자를 생산하기 위한 최초의 기계였다.

## 역사
베타트론의 기본적 원리에 대하여 노르웨이의 롤프 비데뢰(노르웨이어: Rolf Widerøe)가 최초로 기술하였다. 하지만 비데뢰가 발명한 유도 가속기는 가로 방향의 초점의 문제로 인해 실패하였다. 1930년 대에 독일에서 막스 스텐베크(독일어: Max Steenbeck)가 이와 비슷한 기기를 개발하려고 시도하였으나 실패하였다. 최초의 성공적인 베타트론은 1940년에 일리노이 대학교 어배너-섐페인의 도널드 커스트(영어: Donald William Kerst)가 발명하였다.

## 어원
베타트론의 이름은 고에너지의 전자를 베타 입자라고 부르는 것에서 유래하였다.
"베타트론"이라는 이름은 공모전을 통해 선정하였다. 다른 제안된 이름으로는 "rheotron", "induction accelerator", "induction electron accelerator", 심지어 독일 협회에서 제안한 "Ausserordentlichhochgeschwindigkeitelektronenentwickelndenschwerarbeitsbeigollitron"와 같은 이름도 있었다.

## 작동 원리
베타트론에서 일차 코일에 의해 변화하는 자기장은 진공 원환에 주입된 전자들을 가속시킨다. 변압기의 이차 코일에서도 패러데이 전자기 유도 법칙에 따라 유도되는 전류에 의해 일차 코일과 같은 방법으로 전자들이 원환에서 원운동을 하게 된다. 전자가 움직이는 안정적인 궤도는 다음을 만족시킨다.
{\displaystyle \theta _{0}=2\pi r_{0}^{2}H_{0},}
여기서
{\displaystyle \theta _{0}}는 전자 궤도에 의해 둘러싸인 영역 내의 자속,
{\displaystyle r_{0}}는 전자 궤도의 반지름, 그리고
{\displaystyle H_{0}}는 {\displaystyle r_{0}}에서의 자기장이다.
즉, 궤도 상의 자기장의 세기는 원의 단면적 전체에서의 평균 자기장의 세기의 절반이다.
{\displaystyle \Leftrightarrow H_{0}={\frac {1}{2}}{\frac {\theta _{0}}{\pi r_{0}^{2}}}.}
이 조건을 비데뢰 조건(Widerøe condition)이라고 한다.
베타트론으로 낼 수 있는 최대 에너지는 철의 포화도에 의한 자기장의 세기와 자기 철심의 현실적인 크기에 의해 제한된다. 이 다음 세대의 가속기인 싱크로트론은 이러한 한계를 극복하여 더 높은 에너지를 낼 수 있다.

## 용도
베타트론은 입자물리학 실험에서 300 MeV 이상의 고에너지 광선들을 만들기 위해 사용되어왔다. 전자빔이 금속 판로 들어가게 하여 베타트론을 엑스선 또는 감마선의 방사원으로 쓸 수 있다. 이 엑스선은 산업용 또는 의료용으로 사용되었다. 작은 크기의 베타트론은 전자를 이용하여 중성자를 전환시킴으로써 핵무기 내부에서 방아쇠의 역할을 한다.
1950년대 후반에 아서 스티넌(O. Arthur Stiennon)이 베타트론을 이용하여 암을 치료하는 최초의 민간 의료 센터인 방사선 센터(The Radiation Center)을 위스콘신 교외에 설립하였다..